# アラン・ベイカー (地理学者)
アラン・ベイカー (Alan Baker) として知られる、アラン・R・H・ベイカー（Alan R. H. Baker、1938年 - ）は、イギリスの歴史地理学者、ケンブリッジ大学エマニュエル・カレッジ終身フェロー。

## 経歴
イングランド南東部ケント州カンタベリーに生まれる。ユニヴァーシティ・カレッジ・ロンドンでBA、ケンブリッジ大学でMAを取得した後、ユニヴァーシティ・カレッジ・ロンドンでヘンリー・クリフォード・ダービー (Henry Clifford Darby) の指導を受けてPhDを1963年に取得した。
1963年にユニヴァーシティ・カレッジ・ロンドンの助手、次いで、翌1964年には講師となったが、師であるダービーのケンブリッジ大学への転任に従い、1966年から2001年までケンブリッジ大学で講師を務めた。この間、1970年にはエマニュエル・カレッジのフェローとなった。また、1989年から1994年にかけては、地理学科長を務めた。1990年から1995年にかけては、副学長となり、一時は学長代行も務めた。
イングランドの荘園の研究や、フランスの農村の研究で業績を残し、『Journal of Historical Geography』や、各種の叢書の編者も長く務めた。その一方では、歴史地理学への計量地理学的手法の導入を提唱したり、時間地理学に対してプロセスへの考慮が足りないと指摘し建設的に批判するなど、地理学方法論の論客としても知られた。
ベイカーは、1997年にフランス政府から教育功労章シュヴァリエを授与され、2003年にはパリ地理学会の名誉会員に選出された。
また、2009年には、歴史地理学への貢献に対して、王立地理学会から金メダル（創立者メダル）を贈られた。
2010年には、イギリス学士院フェローとなった。